# ヘーラクレースの楯
- ヘーラクレースの楯[1][2]
- ヘーラクレースの盾[3]
- ヘラクレスの楯[4]
- ヘラクレスの盾[5]
- アスピス[6]

『ヘーラクレースの楯』（ヘーラクレースのたて、古希: Ἀσπὶς または Ἀσπὶς Ἡρακλέους）は、古代ギリシアのヘーシオドスの著作とされる叙事詩。実際の作者は不明。前7世紀末から前6世紀前半ごろ成立。ヘーラクレースの楯を描写したエクプラシス作品。

## 解説
本作は『神統記』『仕事と日』と同じ写本に収められて伝わったが、言語的特徴はヘーシオドスよりホメーロスに近い。
全480行。1-56行は、ヘーラクレースの母アルクメーネーについて『名婦列伝』風に語る。57-480行は、ヘーラクレースのキュクノス（アレースの子にして凶賊）退治について語る。139-320行で、ヘーラクレースの楯の描写、すなわちエクプラシスをする。
本作は、ホメーロス『イーリアス』における「アキレウスの楯」の、模倣または対抗と考えられる。「アキレウスの楯」の図柄が、天地・人間の様々な営みを静止画的に描いているのに対し、『ヘーラクレースの楯』は、ポボス・エリス・猛獣などを躍動的に描いている。

## 日本語訳
- 中務哲郎 訳『ヘシオドス全作品』京都大学学術出版会〈西洋古典叢書〉、2013年。ISBN 9784876982806。